# Synagoga przy ul. Smilgos w Kiejdanach
Synagoga przy ul. Smilgos w Kiejdanach (lit. Kėdainių sinagoga) – jedna z trzech zachowanych kiejdańskich bóżnic, znajdująca się przy ul. Smilgos 13. 
Bóżnica jest wolno stojącym budynkiem, obecnie użytkowanym jako dom mieszkalny. Na tablicy odsłoniętej na budynku widnieje informacja o Elijahu ben Szlomo Zalmanie, który spędził dzieciństwo w Kiejdanach.